# .eg
.eg es el dominio de nivel superior geográfico (ccTLD) para Egipto.